# Osica de Jos
Osica de Jos – wieś w Rumunii, w okręgu Aluta, w gminie Osica de Jos. W 2011 roku liczyła 1346 mieszkańców.